# Académie de la poésie française
L'Académie de la poésie française est une association de poésie depuis le 30 octobre 1970. Elle remplace l'« Académie des poètes classiques de France », qui fut fondée en 1949, ayant pour but de présenter une « authentique poésie », en respectant la tradition et les règles de l'art.

## Histoire
Au début, l'« Académie des poètes classiques de France »  réunit les poètes adeptes de la poésie « régulière », mettant en place un concours, doté d'un Grand Prix dont la récompense en argent couronne un recueil respectueux de l'art classique ou néo-classique. Les premiers présidents fondateurs sont Gaston Bouchet, de la Société des écrivains Dauphinois, Jean-Michel Renaitour, Gaston Bourgeois, Directeur de la Revue moderne, qui a présidé à la Société des poètes français. Jean-Marie Olingue, est président de l'Académie à son tour, ainsi que rédacteur en chef de la revue jusqu'en 1990. Georges Lapicque, dit « Jean de Lost-Pic », préside jusqu'en 2012, avant de « succéder le flambeau » à Thierry Sajat.
L'ouvrage de référence est rédigé par Hermine Venot-Focké,, qui se réclame de Martin Saint-René, Prince des Poètes. Hermine Venot-Focké devient elle-même présidente honoraire.
Au temps de Gaston Bouchet, « La Coupe d'Ambroisie » est l'organe de publication de l'Académie, qui produit de nombreuses anthologies de Poésie,, reflétant les aspirations à une poésie qui soit héritière d'un système prosodique, appliquant une démarche structurée, sans toutefois se complaire dans l'aspect formel. « L'Académie De La Poésie Française » s'impose ensuite, s'ouvrant à une certaine liberté quant au vers, mais en conservant l'esprit d'origine. La revue s'intitule désormais « L'Albatros », proposant épisodiquement un concours de Lettres .

## Organisation
Aujourd'hui, l'Académie est une association loi 1901 dotée  d'un bureau avec un président, un vice-président, un secrétaire, un trésorier.
Elle est représentée à l'échelle départementale, régionale et internationale..
Elle publie poèmes, articles et réflexions sur la prosodie,  dans sa revue L'Albatros, dont le graphisme fait référence à Charles Baudelaire.  Outre l'actualité de l'Académie de la Poésie Française, le site publie des articles sur les poètes et écrivains (rubrique à la rencontre des poètes et écrivains) présentés lors des conférences mensuelles, organisées au Café du Pont Neuf (métro Pont Neuf), le 2ème mercredi de chaque mois sauf pendant les vacances scolaires.  